# Foxton (Cambridgeshire)
Pour les articles homonymes, voir Foxton.
Foxton est une paroisse civile et un village du Cambridgeshire, en Angleterre.